# Funkot
Sous-genres
Dangdut house, breakbeat kota
Le funkot est un genre de musique électronique indonésienne ayant émergée dans les années 1990. Le funkot est un mélange de house music avec un tempo de 160 à 220 BPM. Il existe de nombreux autres noms pour ce genre, notamment hardfunk, house Kota, house indonésienne et hardcore d'Indonésie.

## Caractéristiques
Le funkot est un mélange de funky house, et de musique dangdut avec un tempo d'environ 160 à 220 BPM. Le funkot comprend généralement des sons de percussion tels que la cloche de vache, les woodblocks, des basses rapides, des échantillons vocaux (notamment ay !, are you ready ?, et one, two, three, four), l'utilisation intensive d'Amen breaks, et des synthétiseurs aigus. La plupart des morceaux de funkot sont le résultat de remixes et d'échantillonnages d'autres musiques populaires en Indonésie. Le remix et l'échantillonnage de musique sont également inclus dans une chanson ou même plus d'une chanson dans un morceau de funkot.

## Sous-genres

### Dangdut house
Dans les années 2000, avec la popularité du dangdut koplo, une vague de chansons koplo avec une influence funkot, comme Cinta Satu Malam, émerge. Cette fusion du dangdut koplo et du funkot entraîne un changement de l'image du funkot, qui était auparavant associé à la musique house. Le funkot est considéré par beaucoup comme de le dangdut, bien que le funkot et le dangdut soient considérés comme des genres distincts. 

### Breakbeat Kota
Le breakbeat Kota (communément appelé Breakbeat Indonesia, Breakbeat Indo ou Indonesian Breakbeat) est un sous-genre du Funkot apparu dans les années 2010. Bien qu'en fait, l'utilisation du terme « breakbeat » dans ce genre musical recoupe la notion de breakbeat qui s'est développée plus tôt aux États-Unis), la différence entre ce genre et le Funkot normal réside dans le tempo, qui n'est pas aussi rapide que le funkot, avec une signature 4/4 et un tempo de 130 BPM. Ce genre est devenu controversé, étant donné que la plupart des morceaux de breakbeat Kota sont réalisés en prenant des échantillons d'autres musiques sans autorisation, et qu'ils contiennent également des paroles qui ne conviennent pas à tous les âges. Un exemple est la chanson Aisyah Jatuh Cinta pada Jamilah, qui reprend la chanson Blame de l'album Wrecking Ball de Calvin Harris et Miley Cyrus. Le compositeur de la chanson reste inconnu en 2019.

## Popularité au Japon
En 2009, un DJ japonais, Katsumi Takano (DJ Jet Baron), cherche de la musique dangdut sur YouTube. Au cours de ses recherches, il tombe sur le funkot. Intéressé, il se rend à Bali et rencontre Makoto, un autre DJ japonais, Christ, directeur de l'école de musique Top Ten DJ, qui se trouve également à Bali, ainsi qu'un DJ indonésien, Jockie Saputra. Takano apprend le funkot grâce à eux. Takano essaye ensuite de populariser le funkot au Japon, soit en jouant en tant que DJ avec ses propres œuvres mélangées au funkot, soit en mélangeant d'autres œuvres assemblées à le funkot. En conséquence, le funkot est populaire au Japon, et Takano est considéré comme le pionnier du funkot japonais.